# ماساومی ناکانو
ماساومی ناکانو (انگلیسی: Masaomi Nakano؛ زادهٔ ۹ آوریل ۱۹۹۶) بازیکن فوتبال اهل ژاپن است.
از باشگاه‌هایی که در آن بازی کرده‌است می‌توان به باشگاه فوتبال توکیو وردی اشاره کرد.
وی همچنین در تیم ملی فوتبال زیر ۱۷ سال ژاپن بازی کرده‌است.